# 畢亨 (清朝)
畢亨（?—?），原名以珣、以田，字恬谿、恬溪、东美，号九水，山東省登州府文登縣（今山東省文登縣）人，清朝政治人物、文學家。

## 生平
嘉慶十二年，鄉試中舉。道光六年（1826年）大挑，以知縣分發江西，署安義縣。后補崇義縣知縣。

## 著作
著有《九水山房文存》、《孫子敘錄》。